# 第37回全国高等学校ラグビーフットボール大会
第37回全国高等学校ラグビーフットボール大会は、1958年1月1日から1月9日まで西宮球技場で行われた全国高等学校ラグビーフットボール大会である。優勝校は、東京都代表の保善高校（初優勝）。

## 日程
- 1月1日 1回戦
- 1月3日 2回戦
- 1月5日 準々決勝
- 1月7日 準決勝
- 1月9日 決勝

## 出場校
- 北北海道 北見北斗（4年連続8回目）
- 南北海道 芦別（2年連続2回目）
- 岩手 盛岡工（8年連続8回目）
- 奥羽 金足農（秋田県、2年連続4回目）
- 南東北 平工（福島県、初出場）
- 東関東 水戸農（茨城県、2年連続3回目）
- 北関東 桐生工（群馬県、初出場）
- 南関東 慶應（神奈川県、6年連続16回目）
- 東京第1 保善（5年連続9回目）
- 東京第2 日大二（5年ぶり3回目）
- 甲信 飯田高松（長野県、初出場）
- 北陸 魚津（富山県、6年連続6回目）
- 東海 西陵商（愛知県、2年連続2回目）
- 三岐 加茂（岐阜県、初出場）
- 京滋 西京（京都府、2年連続17回目）
- 大阪第1 四条畷（9年ぶり3回目）

- 大阪第2 淀川工（2年連続3回目）
- 兵庫 兵庫（2年ぶり11回目）
- 奈良 天理（3年連続15回目）
- 和歌山 和歌山商（初出場）
- 岡山 岡山工（6年ぶり2回目）
- 広島 尾道商（初出場）
- 西中国 大嶺（山口県、3年ぶり2回目）
- 北四国 新田（愛媛県、2年ぶり2回目）
- 南四国 城東（徳島県、2年連続2回目）
- 福岡第1 修猷館（3年ぶり6回目）
- 福岡第2 福岡工（3年連続3回目）
- 長崎 長崎工（初出場）
- 西九州 熊本工（熊本県、7年連続8回目）
- 東九州 大分水産（大分県、初出場）
- 鹿児島 蒲生（初出場）
- 前年度優勝校 秋田工（秋田県、12年連続24回目）

## 試合時間
全試合25分ハーフ。同点で終了した場合は抽選にて次回進出校を決める。

## 試合

### 1回戦
- 北見北斗 29 - 0 大分水産
- 慶應 28 - 5 蒲生
- 魚津 3 - 3 淀川工
- 大嶺 16 - 8 西陵商
- 熊本工 17 - 0 飯田高松
- 平工 20 - 0 尾道商
- 金足農 18 - 3 新田
- 保善 15 - 0 修猷館

- 日大二 10 - 5 長崎工
- 城東 15 - 8 加茂
- 水戸農 8 - 6 福岡工
- 桐生工 6 - 6 西京
- 芦別 23 - 0 岡山工
- 四条畷 16 - 3 天理
- 盛岡工 21 - 0 兵庫
- 秋田工 52 - 0 県和歌山商

### 2回戦
- 慶應 3 - 3 北見北斗
- 大嶺 5 - 3 魚津
- 熊本工 5 - 0 平工
- 保善 6 - 3 金足農

- 日大二 9 - 0 城東
- 桐生工 6 - 6 水戸農
- 四条畷 8 - 5 芦別
- 盛岡工 3 - 0 秋田工

### 準々決勝
- 大嶺 3 - 3 慶應
- 保善 17 - 0 熊本工

- 日大二 13 - 0 桐生工
- 四条畷 11 - 3 盛岡工

### 準決勝
- 保善 23 - 0 大嶺
- 日大二 9 - 3 四条畷

### 決勝
- 保善（初優勝） 14 - 3 日大二